# 武田光一
武田 光一（たけだ こういち, 1964年 - ）は、都市計画の専門官吏技師で、台東区土木担当部長。
東京都生まれ。
東京都に入庁し、1987年(財)東京都新都市建設公社区画整理部勤務ののち建設局区画整理部、交通局建設工務部、総務局八丈支庁、外かく環状道路担当課長、都市整備局市街地整備部防災都市づくり調整担当課長を経て現職。
著書：『都市デザイン―3次元・4次元のまちづくり』（共著、森北出版、1998）『密集市街地のまちづくり―まちの明日を編集する』（共著、学芸出版会）など。